# Federico Ricci (compositore)
Federico Ricci (Napoli, 22 ottobre 1809 – Conegliano, 10 dicembre 1877) è stato un compositore italiano.

## Biografia
Figlio di Pietro, sarto di origini fiorentine, e di Rachele Ciocchi, fratello minore di Luigi Ricci, con il quale collaborò in diversi lavori, studiò musica al Conservatorio di San Pietro a Maiella in Napoli, sotto la guida di Nicola Antonio Zingarelli, Pietro Raimondi e Giovanni Furno.
Esordì con due opere per il teatro del Fondo di Napoli composte assieme al fratello: il melodramma comico Il colonnello (24 marzo 1835) e il melodramma Il disertore per amore (11 febbraio 1836). Il 14 giugno 1835 presentò al teatro di S. Benedetto a Venezia il melodramma comico Monsieur de Chalumeaux, realizzato da solo.
Il suo primo successo fu La prigione di Edimburgo. Proseguendo su questa linea artistica, continuò a utilizzare soggetti seri, e uno di questi, il Corrado d'Altamura, ottenne un ottimo successo.
Il 30 marzo 1841 allestì alla Pergola di Firenze il melodramma tragico Luigi Rolla, che ottenne ottimi consensi fino a quando fu interpretato dal tenore Napoleone Moriani.
Da questo momento Ricci si dedicò soprattutto alle opere buffe, distinguendosi per elementi innovativi sia nel linguaggio sia nelle tematiche.
Successivamente si trasferì a Vienna, dove ebbe alterne fortune, e poi a San Pietroburgo, città nella quale assunse la direzione dei teatri imperiali, insegnò, canto nella scuola omonima e compose prevalentemente brani vocali da camera.
Dalla Russia si trasferì a Parigi, dove compose nuovamente opere buffe ottenendo un buon successo con Une folie à Rome. In quegli anni il lavoro di Ricci fu apprezzato da Giuseppe Verdi, che lo scelse come collaboratore per alcuni suoi progetti.
Ritiratosi dalle scene nel 1876, si stabilì a Conegliano, dove l'anno seguente morì.
Oltre alle 19 opere, di cui 4 in collaborazione con il fratello, di lui si ricordano 6 messe, 1 cantata e altri pezzi vocali.

## Opere
- Il colonnello (con Luigi Ricci) (1835)
- Monsieur de Chalumeaux (1835)
- Il disertore per amore (con Luigi Ricci) (1836)
- La prigione di Edimburgo, melodramma semiserio in 3 atti, libretto di Gaetano Rossi (Teatro Grande poi Teatro Verdi (Trieste), 1838)
- Un duello sotto Richelieu, melodramma serio in 2 atti, libretto di Francesco dall'Ongaro, Antonio Somma ed Antonio Gazzoletti (1839 al Teatro alla Scala di Milano con Marietta Brambilla, Lorenzo Salvi ed Ignazio Marini)
- Luigi Rolla e Michelangelo (Firenze, 30 marzo 1841)
- Corrado d'Altamura, dramma lirico in 1 prologo e 2 atti, libretto di Giacomo Sacchero (La Scala, Milano, 16 novembre 1841 con Luigia Abbadia, Marietta Brambilla, Carlo Guasco e Felice Varesi)
- Corrado d'Altamura (1841, 1844)
- Vallombra, dramma lirico in 2 atti, libretto di Giacomo Sacchero al Teatro alla Scala (1842)
- Isabella de'Medici, opera seria in 3 atti, libretto di Antonio Gazzoletti (1845 al Teatro Grande poi Teatro Verdi (Trieste))
- Estella di Murcia, melodramma serio in 3 atti, libretto di Francesco Maria Piave (1846) al Teatro alla Scala diretta da Eugenio Cavallini con Achille De Bassini. L'Opera fu scritta appositamente per la voce di Catherine Hayes.
- L'amante di richiamo (con Luigi Ricci) (1846)
- Griselda (con Luigi Ricci) (1847 al Gran Teatro La Fenice di Venezia)
- Crispino e la comare, ossia Il medico e la morte (con Luigi Ricci) (Venezia San Benedetto, 28 febbraio 1850)
- I due ritratti (1850)
- Il marito e l'amante (1852)
- Il paniere d 'amore (1853)
- Une folie à Rome (Parigi, 1869)
- Le docteur Rose, ou La dogaresse (1872)